# 屏看原理
屏看原理是c语言定义复杂数据类型时的一种规范。

## 例子
1. void (int *p1,int *p2);
2. #define mysub(x)  x^3/x;

在第一句中，参数是p1,而不是int,即不是*p1,我们优先看到p1,p2这样的变量，即参数是变量
在第二句中,define的是mysub(x)这个整体，而不是x,我们优先看到mysub(x),即define语句的整个前半部分